# Rio Ciuta
O Rio Ciuta é um rio da Romênia, afluente do Cerna, localizado no distrito de Maramureş.